# Pierre Laigle
Pierre Laigle (Béthune, 12 settembre 1970) è un ex calciatore francese, di ruolo centrocampista.

## Carriera

### Club
Cresciuto nelle giovanili del Lens, trova spazio in prima squadra a partire dal 1990, divenendo titolare e rimanendo in "sang et or" fino al 1996, quando è acquistato dagli italiani della Sampdoria per 3,5 miliardi di lire. Laigle veste la casacca blucerchiata dal 1996 al 1999, anno della retrocessione doriana in Serie B, totalizzando 90 presenze e 9 reti in Serie A.
Ritorna quindi in patria, ingaggiato dall'Olympique Lione dove milita per tre anni. Nel 2002 si trasferisce al Montpellier, rimanendovi sino alla fine del 2004. Per qualche mese Laigle rimane svincolato, ma nel febbraio 2005 viene contattato dal modesto Saint-Priest, squadra di un piccolo comune della cintura lionese: il giocatore, quasi trentacinquenne, scende di tre categorie, chiudendo qui la carriera dopo aver superato i 38 anni.

### Nazionale
Tra il 1996 e il 1997 ha raccolto 8 presenze con la maglia della nazionale francese, segnando 1 rete in amichevole contro la Scozia (In quella che tra l'altro è stata la sua ottava e ultima presenza con la selezione transalpina).

## Statistiche

### Cronologia presenze e reti in nazionale
| Cronologia completa delle presenze e delle reti in nazionale ― Francia | Cronologia completa delle presenze e delle reti in nazionale ― Francia | Cronologia completa delle presenze e delle reti in nazionale ― Francia | Cronologia completa delle presenze e delle reti in nazionale ― Francia | Cronologia completa delle presenze e delle reti in nazionale ― Francia | Cronologia completa delle presenze e delle reti in nazionale ― Francia | Cronologia completa delle presenze e delle reti in nazionale ― Francia | Cronologia completa delle presenze e delle reti in nazionale ― Francia |
| Data                                                                   | Città                                                                  | In casa                                                                | Risultato                                                              | Ospiti                                                                 | Competizione                                                           | Reti                                                                   | Note                                                                   |
| ---------------------------------------------------------------------- | ---------------------------------------------------------------------- | ---------------------------------------------------------------------- | ---------------------------------------------------------------------- | ---------------------------------------------------------------------- | ---------------------------------------------------------------------- | ---------------------------------------------------------------------- | ---------------------------------------------------------------------- |
| 21-2-1996                                                              | Nîmes                                                                  | Francia                                                                | 3 – 1                                                                  | Grecia                                                                 | Amichevole                                                             | -                                                                      | 70’                                                                    |
| 27-3-1996                                                              | Bruxelles                                                              | Belgio                                                                 | 0 – 2                                                                  | Francia                                                                | Amichevole                                                             | -                                                                      | 72’                                                                    |
| 9-11-1996                                                              | Copenaghen                                                             | Danimarca                                                              | 1 – 0                                                                  | Francia                                                                | Amichevole                                                             | -                                                                      | 74’                                                                    |
| 22-1-1997                                                              | Braga                                                                  | Portogallo                                                             | 0 – 2                                                                  | Francia                                                                | Amichevole                                                             | -                                                                      |                                                                        |
| 26-2-1997                                                              | Parigi                                                                 | Francia                                                                | 2 – 1                                                                  | Paesi Bassi                                                            | Amichevole                                                             | -                                                                      | 33’                                                                    |
| 7-6-1997                                                               | Montpellier                                                            | Francia                                                                | 0 – 1                                                                  | Inghilterra                                                            | Torneo di Francia                                                      | -                                                                      | 83’                                                                    |
| 11-10-1997                                                             | Lens                                                                   | Francia                                                                | 2 – 1                                                                  | Sudafrica                                                              | Amichevole                                                             | -                                                                      | 73’                                                                    |
| 12-11-1997                                                             | Saint-Denis                                                            | Francia                                                                | 2 – 1                                                                  | Scozia                                                                 | Amichevole                                                             | 1                                                                      | 79’                                                                    |
| Totale                                                                 |                                                                        | Presenze                                                               | 8                                                                      |                                                                        | Reti                                                                   | 1                                                                      |                                                                        |

## Palmarès

### Club
- Coppa di Lega francese: 2

Lens: 1993-1994
Olympique Lione: 2000-2001
- Campionato francese: 1

Olympique Lione: 2001-2002